# 牧田茂
牧田 茂（まきた しげる、1916年7月25日 - 2002年3月22日)は、日本の民俗学者。

## 略歴
京都府京都市出身。別名=茅原茂(チハラ)。1940年國學院大學文学部国文科卒、朝日新聞社に入社。東京社会部次長、「週刊朝日」編集長、東京企画部長などを経て、1971年退社後、社友となる。1976年日本大学講師、1977年白梅学園短期大学教授を務めた。旧制京都二中時代に柳田國男に出した手紙が縁で門下生になる。1940年閑院宮賞。1947年日本民俗学会設立に参加。柳田民俗学の後継者として民俗学を中心に多くの著作がある。

## 著書
- 『村落社会』三省堂出版 1948 (社会科叢書)
- 『生活の古典 民俗学入門』角川新書 1952。角川選書 1971
- 『海の民俗学』岩崎書店 1954 (民俗民芸双書)
- 『日本人の一生』岩崎書店 1962 (写真でみる日本人の生活全集) 。講談社学術文庫 1990
- 『人生の歴史』河出書房新社 1965 (日本の民俗)
- 『柳田国男』 中公新書 1972
- 『神と祭りと日本人』講談社現代新書 1972
- 『神と女の民俗学』講談社現代新書 1981
- 『祭りごよみ』牧田道子絵 交通新聞社 2000

### 共編著
- 『化粧地蔵 こどもの神さま』池田弥三郎共著・写真三村幸一 淡交社 1973
- 『日本民俗学の視点』全3巻、高崎正秀・池田弥三郎共編 日本書籍 1976
- 『日本むかしむかし』全8冊、斎藤知克共編 角川文庫 1977-1979
- 『日本の祭り5 近畿〈1〉』講談社 1982
- 『評伝柳田国男』 日本書籍 1979。編者

## 論文
- <牧田茂